# Tristan Boyer
Tristan Boyer (Altadena, 21 aprile 2001) è un tennista statunitense.

## Carriera
Si fa notare a livello Slam durante gli US Open 2024 quando, in coppia con Emilio Nava, raggiunge il terzo turno del doppio maschile; nello stesso anno ha conquistato i primi tre titoli Challenger in singolare – chiudendo la stagione alla 133ª posizione mondiale – e il primo titolo Challenger in doppio.
Nel Major successivo ottiene l'accesso al tabellone principale del singolare maschile grazie a tre successi nel torneo di qualificazione, al primo turno supera in cinque set Federico Coria ed esce di scena al secondo turno per mano di Alex de Minaur. Con questi risultati porta il miglior ranking alla 114ª posizione, il mese successivo sale alla 109ª dopo aver superato le qualificazioni ed essere uscito al primo turno del torneo ATP di Delray Beach. Al suo esordio in un torneo Masters 1000 a Indian Wells, supera il nº 64 ATP Aleksandar Vukic ed esce al secondo turno.

## Statistiche

### Tornei minori

#### Singolare

##### Vittorie (3)
| Legenda tornei minori |
| Challenger (3)        |
| ITF (0)               |

| N. | Data             | Torneo                                                  | Superficie  | Avversario in finale | Punteggio     |
| 1. | 24 marzo 2024    | Yucatán Open, Mérida                                    | Terra rossa | Juan Pablo Ficovich  | 7–6(6), 6–2   |
| 2. | 20 ottobre 2024  | Campeonato Internacional de Tênis de Campinas, Campinas | Terra rossa | Juan Pablo Ficovich  | 6–2, 3–6, 6–3 |
| 3. | 17 novembre 2024 | Uruguay Open, Montevideo                                | Terra rossa | Hugo Dellien         | 6–2, 6–4      |

#### Doppio

##### Vittorie (1)
| Legenda tornei minori |
| Challenger (1)        |
| ITF (0)               |

| N. | Data           | Torneo                  | Superficie  | Compagno        | Avversari in finale         | Punteggio |
| 1. | 13 aprile 2024 | Sarasota Open, Sarasota | Terra verde | Oliver Crawford | Ethan Quinn Tennys Sandgren | 6–4, 6–2  |